# 빅 벅 버니
《빅 벅 버니》(Big Buck Bunny, 코드명 피치/Peach)는 블렌더 재단 소속 블렌더 인스티튜트(Blender Institute)의 2008년 단편 컴퓨터 애니메이션 코미디 영화의 하나이다. 재단의 이전 영화 《엘리펀츠 드림》(Elephants Dream)과 같이, 이 영화는 동일한 재단이 만든 애니메이션용 자유 소프트웨어의 하나인 블렌더를 사용하여 제작되었다. 크리에이티브 커먼즈 라이선스 3.0의 오픈 소스 영화로 개봉되었다.

## 줄거리
이 작품의 줄거리는 약자를 괴롭히는 프랭크(Frank, 설치류들 가운데 리더), 링키(Rinky), 기메라(Gimera) 등 3마리의 설치류와 조우하는 빅 벅 버니의 삶을 배경으로 한다. 이 설치류들은 식물, 견과류, 바위들을 던지는 등 숲의 힘없는 생물들을 괴롭힘으로써 자신들의 즐거움을 채운다.
버니가 좋아하는 나비들 중 2마리가 죽고(한 마리는 사과가 떨어져 죽고 나머지 하나는 프랭크가 강타한 바위에 의해 죽음) 버니 자신에게 공격이 오자 버니는 온순한 자연을 뒤로 하고 2마리의 나비로 인해 복수할 계획들을 치밀히 세운다.

## 개봉
이 영화는 2008년 4월 10일 암스테르담 초연에 공식 개봉되었으며 온라인 영화 다운로드와 파일은 2008년 5월 30일 공개되었다.
고해상도와 입체 버전의 영화는 2013년 Janus Kristensen에 의해 개봉되었다.
이 영화 이후로 2008년 8월 《요 프랭키!》라는 제목의 오픈 게임이 출시되었다.

## 같이 보기
- 엘리펀츠 드림 (2006년)
- 신텔 (2010년)
- 로봇의 눈물 (2012년)